# Iasnaia Poleana, Cahul
Iasnaia Poleana este un sat din cadrul comunei Doina din raionul Cahul, Republica Moldova.
Structură etnică
     moldoveni (71,23%)
     ucraineni (16,44%)
     ruși (4,79%)
     găgăuzi (3,42%)
     bulgari (4,11%)
     români (0%)
     evrei (0%)
     polonezi (0%)
     țigani (0%)
     alte etnii / nedeclarată (0,01%)
Conform datelor recensământului din 2004, populația localității este de 146 locuitori, dintre care 77 (52,74%) bărbați și 69 (47,26%) femei. Structura etnică a populației în cadrul localității arată astfel:
- moldoveni — 104;
- ucraineni — 24;
- ruși — 7;
- găgăuzi — 5;
- bulgari — 6;
- altele / nedeclarată — 0.